# Колобчиха
Колобчиха — река в России, протекает в Варнавнском районе Нижегородской области. Устье реки находится в 55 км по левому берегу реки Лапшанга. Длина реки составляет 14 км.
Исток реки находится близ границы с Костромской областью в 12 км северо-западнее посёлка Северный. Река течёт на юго-восток, верхнее течение реки проходит по заболоченному, ненаселённому лесному массиву, в нижнем течении на реке посёлки Заречный и Северный. Впадает в Лапшангу в черте посёлка Северный.

## Данные водного реестра
По данным государственного водного реестра России относится к Верхневолжскому бассейновому округу, водохозяйственный участок реки — Ветлуга от города Ветлуга и до устья, речной подбассейн реки — Волга от впадения Оки до Куйбышевского водохранилища (без бассейна Суры). Речной бассейн реки — (Верхняя) Волга до Куйбышевского водохранилища (без бассейна Оки).
По данным геоинформационной системы водохозяйственного районирования территории РФ, подготовленной Федеральным агентством водных ресурсов:
- Код водного объекта в государственном водном реестре — 08010400212110000042789
- Код по гидрологической изученности (ГИ) — 110004278
- Код бассейна — 08.01.04.002
- Номер тома по ГИ — 10
- Выпуск по ГИ — 0